# Open the Gates
 (août 2017).
Si vous disposez d'ouvrages ou d'articles de référence ou si vous connaissez des sites web de qualité traitant du thème abordé ici, merci de compléter l'article en donnant les références utiles à sa vérifiabilité et en les liant à la section « Notes et références ».
Albums de Manilla Road
Crystal Logic
(1983) The Deluge
(1986)
Open the gates est le quatrième album du groupe de heavy metal Manilla Road paru en 1985.

## Titres
- Tous les musiques sont signées Mark W. Shelton et Scott Park. Les paroles sont signées Mark W. Shelton.

1. Metalstorm - 5:20
2. Open the gates - 2:25
3. Astronomica - 5:00
4. Weavers of the web - 4:10
5. Heavy Metal to the world - 3:20
6. The fires of Mars - 6:15
7. Road of kings - 5:50
8. Hour of the dragon - 4:50

+
1. The ninth wave - 9:30
2. Witches' brew - 6:30

## Musiciens
- Mark Shelton  : chant, guitare
- Scott Park : basse
- Randy Trasher Foxe : batterie